# David M. Alexander
David M. Alexander (Rochester, Nueva York, 21 de agosto de 1945) es un escritor estadounidense de misterio y ciencia ficción.
Se graduó en 1967 en la Universidad Stanford con una licenciatura en historia y un título intermedio en economía. En junio de 1970 recibió un doctorado en leyes en la Universidad de California, Berkeley. Se matriculó para ejercer la abogacía en California en enero de 1971, y en noviembre de 1977 prestó juramento ante la Corte Suprema de los Estados Unidos, quedando habilitado para presentar casos ante el alto tribunal.

## Obras

### Como David Alexander

#### Novelas
- The Chocolate Spy, Coward, McCann & Geoghegan, NYC, 1976, ISBN 0-698-10909-0
- Fane, Pocket Books/Timescape Books, NYC, 1981, ISBN 0-671-83154-2

re-editada como The Accidental Magician
Smashwords.com, libro electrónico, 2009. ISBN 978-1-4523-3905-4
Wildside Press, Rockville, MD, rústica, 2010, ISBN 978-1-4344-1755-8
- My Real Name Is Lisa, Caroll & Graf, NYC, 1996, ISBN 0-7867-0310-5

re-editada como Stolen Angel
Smashwords.com, libro electrónico, 2009, ISBN 978-1-4523-7739-1
Wildside Press, Rockville, MD, rústica, 2011, ISBN 978-1-4344-3089-2

#### Cuentos cortos
- "Best of Breed", novela corta con Hayford Peirce, 1994.
- "Finder's Fee", novela corta con Hayford Peirce,1997.
- "Felony Stupid", cuento corto publicada en Analog, 1997.
- "Tramp" (1998), novela corta publicada en  Analog,1998.
- "Shrink Wrapped", cuento corto publicado en Analog,1998.
- "Elephants' Graveyard", con Hayford Peirce en Analog, 1999.

### Como David Grace

#### Novelas
- The Eyes Of The Blind, Wildside Press, Rockville, MD, 2003, ISBN 1-59224-107-7

re-editada como True Faith
Smashwords.com, libro electrónico, 2009, ISBN 978-1-4523-9140-3
Wildside Press, Rockville, MD, 2011, ISBN 978-1-4344-3091-5
- Etched In Bone, Smashwords.com, libro electrónico, 2009, ISBN 978-1-4523-3105-8

Wildside Press, Rockville, MD, rústica, 2011, ISBN 978-1-4344-3086-1
- Doll's Eyes, Smashwords.com, libro electrónico, 2009

Wildside Press, Rockville, MD, rústica, 2011, ISBN 978-1-4344-3034-2
- The Forbidden List, Smashwords.com, libro electrónico, 2009, ISBN 978-1-4523-3905-4

Wildside Press, Rockville, MD, rústica, 2011, ISBN 978-1-4344-3088-5
- A Death In Beverly Hills, Smashwords.com, libro electrónico, 2009, ISBN 978-1-4523-9584-5

Wildside Press, Rockville, MD, rústica, 2010, ISBN 978-1-4344-1619-3
- Easy Target, Smashwords.com, libro electrónico, 2009, ISBN 978-1-4523-5609-9

Wildside Press, Rockville, MD, rústica, 2011, ISBN 978-1-4344-3085-4
- Fever Dreams, Smashwords.com, libro electrónico, 2009, ISBN 978-1-4523-8693-5

Wildside Press, Rockville, MD, rústica, 2011, ISBN 978-1-4344-3087-8
- The Traitor's Mistress, Smashwords.com, libro electrónico, 2009, ISBN 978-1-4523-9942-3

Wildside Press, Rockville, MD, rústica, 2011, ISBN 978-1-4344-3090-8
- Daniel, Smashwords.com, libro electrónico, 2011, ISBN 978-1-4581-1750-2
- Shooting Crows At Dawn, Smashwords.com, libro electrónico, 2011, ISBN 978-1-4581-5237-4

#### Cuentos cortos
- "The Human Dress", novela corta en  Analog,2003.
- "Piece Work", cuento corto en Alfred Hitchcock’s Mystery Magazine, 2004.
- "Willie Bats", cuento corto en Alfred Hitchcock’s Mystery Magazine,2005.
- "Forever Mommy", cuento corto en Analog,2008.